# 岬ありさ
岬 ありさ（みさき ありさ）は、元宝塚歌劇団月組副組長。兵庫県西宮市出身。父は医学ジャーナリストの後藤龍吉。松蔭女子学院出身。宝塚歌劇団時代の愛称はチコちゃん。以前の芸名は月笛 さやか（つきふえ さやか）であった。 

## 略歴
1946年に宝塚音楽学校に入学。翌1947年に卒業して、宝塚歌劇団に34期生として入団し。同期に八千草薫、淀かほる、阿井美千子らがいる。花組公演・『マノン・レスコオ／春のおどり -世界の花- 』で初舞台を踏む。宝塚入団時の成績は50人中5位。
1948年、組配属。
1966年12月7日、月組副組長に就任。
1975年7月30日付で宝塚歌劇団を退団。最終出演公演の演目は月組公演・東京宝塚劇場公演『春の宝塚踊り／ラムール・ア・パリ』である。

## 人物
宝塚時代の配属組は月、花、雪、花、雪、月である。

## 宝塚歌劇団時代の主な舞台
- 『龍風夢』月餅 役（1967年1月）
- 『おーい春風さん』船頭 役／『霧深きエルベのほとり』ホルガー 役（1967年1月）
- 『オクラホマ!』カーネス 役（1967年7月）
- 『ウエストサイド物語』巡査クラプキ 役（1968年8月、1969年3月）
- 『嵐が丘』ジョゼフ 役（1969年10月）
- 『人魚姫』王 役（1971年7月）
- 『霧深きエルベのほとり』ホルガー 役（1973年5月）
- 『白い朝』松田権蔵 役（1974年1月）
- 『ベルサイユのばら』ルイ16世 役（1974年8月）
- 『ラ・ムール・ア・パリ』クロード 役（1975年3月）